# Jens Kjartan Styve
Jens Kjartan Styve (né le 11 juillet 1972 à Tromsø) est un illustrateur, portraitiste et auteur de bande dessinée norvégien qui signe ses œuvres Jens K.

## Distinction
- 2017 : Prix Pondus pour Dunce
- 2020 : Prix Sproing de la meilleure bande dessinée norvégienne pour Dunce